# Budricha
Budricha (ros. Будриха) – wieś w Rosji, w rejonie charowskim obwodu wołogodzkiego. W 2010 r. liczyła 32 mieszkańców.